# Isidor Gewitsch

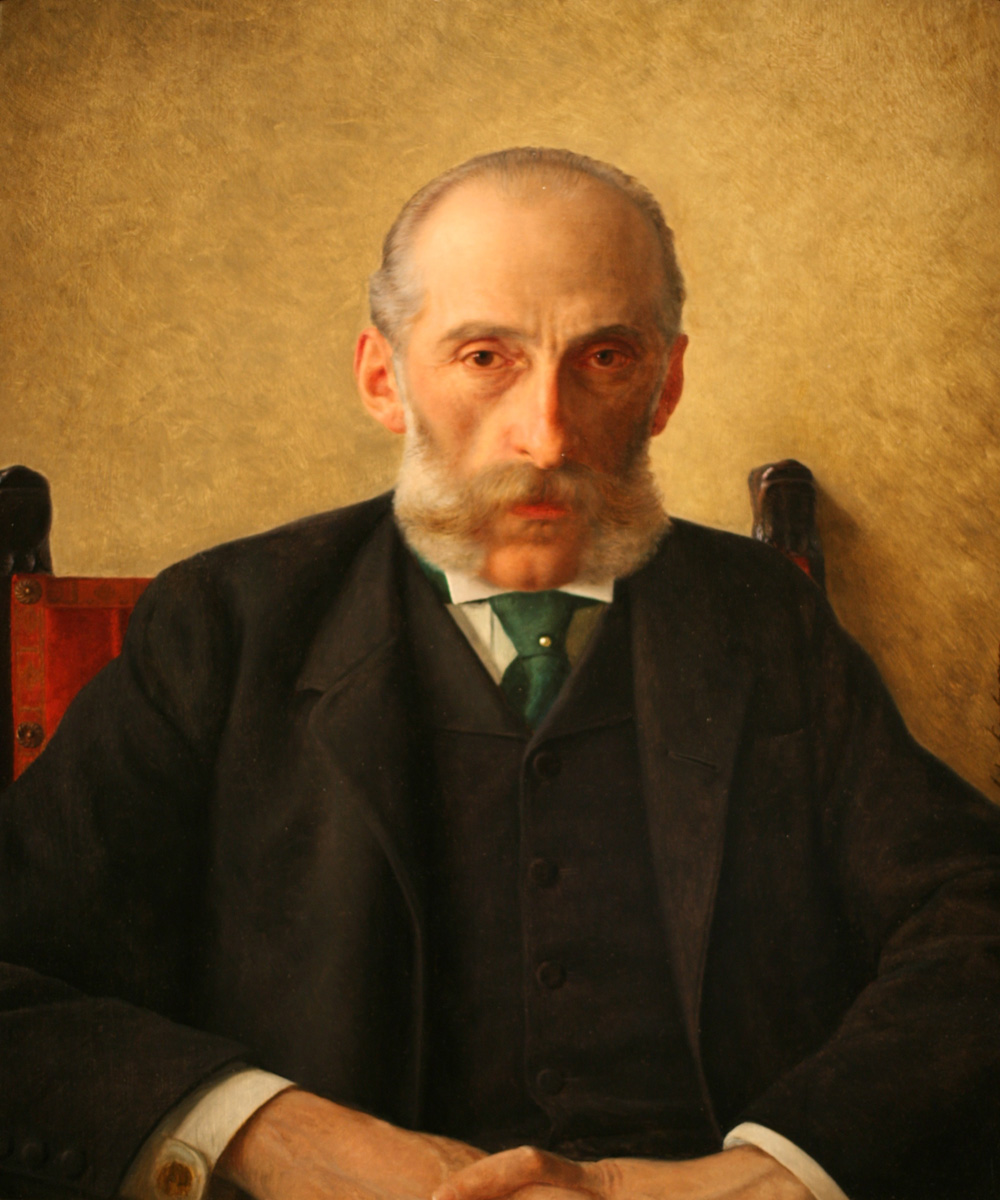
Isidor Gewitsch, Gemälde von Isidor Kaufmann (um 1900)

Isidor Franz Gewitsch (18. Februar 1863 in Wien – 1938 in Haifa) war ein österreichischer Aktienhändler und früher Förderer der zionistischen Bewegung in Wien.

## Leben
Er war der Sohn von Jacob Gewitsch und Rosalie geb. Friedländer. Isidor Gewitsch wuchs mit vier Geschwistern in Wien auf. Die Vorfahren der jüdischen Familie stammten vermutlich aus der ostböhmischen Stadt Jevíčko mit der deutschen Bezeichnung Gewitsch.
Am 25. November 1902 erklärte er seinen Rücktritt als zionistischer Kultusvorstand wegen Wahlmanipulationen.
Im Jahr 1934 wanderte Isidor Gewitsch nach Palästina aus.
Isidor Gewitsch war mit Helene geb. Friedländer (geb. 26. März 1870 in Wien; gest. 1956 in Haifa) verheiratet. Aus dieser Ehe entstammen die Kinder: Emanuel (30. November 1890–1974), Friedrich (25. Januar 1895–1914 im Krieg gefallen), Robert Franz (3. November 1896–11. Juni 1984).
Das Ölgemälde mit einem Porträt von Isidor Gewitsch, gemalt um 1900 von Isidor Kaufmann, hängt im Jewish Museum in New York City.